# گتیک باغداساریان
گتیک هوهانسی باغداساریان (ارمنی: Գետիկ Հովհաննեսի Բաղդասարյան؛ زادهٔ ۲۶ فوریهٔ ۱۹۴۹) مجسمه‌ساز اهل ارمنستان است. وی از سال میلادی تا کنون فعالیت می‌کند.

## زندگی‌نامه
در ۲۶ فوریهٔ ۱۹۴۹ در روستای بوریسوفکا به دنیا آمد . وی خواهرزاده معمار ارمنی، باغداسار آرزومانیان است. وی همچنین برندهٔ جوایزی همچون جایزه رئیس‌جمهور جمهوری ارمنستان (جایزه پوغوسیان) (۲۰۰۹)، نقاش شایسته جمهوری ارمنستان (۲۰۱۱) و نقاش مردمی جمهوری ارمنستان (۲۰۲۰) شده است.

## نمایشگاه‌ها/جوایز
در زیر فهرست نمایشگاه‌هایی که گتیک باغداساریان شرکت کرده است آورده شده است:
- ۱۹۸۰ نمایشگاه‌های "We build Communism" در ایروان، ارمنستان و مسکو، روسیه
- ۱۹۸۳ "The man and the Land", مسکو، روسیه
- ۱۹۸۴ "Our Contemporary", مسکو – جمهوری چک (جایزه دوم)
- ۱۹۸۴ نمایشگاه تک قطعه، جایزه بهترین اثر برای “آرنو باباجانیان”, ایروان، ارمنستان
- ۱۹۸۵ برنده “آرنو باباجانیان”, “Paravon Mirzoyan” در مسابقه بین‌المللی اتحاد جماهیر شوروی سوسیالیستی
- ۱۹۸۹ دیپلم آکادمی هنرهای زیبای اتحاد جماهیر شوروی سوسیالیستی "Horse takers” و “آرنو باباجانیان»
- ۱۹۸۹ نمایشگاه‌های انفرادی در Moscow Lazarev Gymnasia
- ۱۹۹۱ "Sculpture 91", ایروان، ارمنستان – مسکو، روسیه
- ۱۹۹۳ 13 Artist's Exhibition, موزه کوچار، ایروان، ارمنستان
- ۱۹۹۴ برنده مسابقه “Paradise – Life – Hades”, Dante’, راونا، ایتالیا
- ۱۹۹۸ نمایشگاه-مسابقه اختصاص داده شده به دانته همراه با ۱۲ مجسمه‌ساز ارمنی، فلورانس (مدال طلا اعطاء شد)
- ۲۰۰۱ Centro Dantesco, راونا، ایتالیا
- ۲۰۰۱ نمایشگاه اختصاص یافته به ۱۷۰۰مین سالگرد پذیرش مسیحیت در ارمنستان، با جایزه بهترین اثر اهدا شد.
- ۲۰۰۳ جایزه واهاگن[الف] در مسابقه ملی برای ۱۲ نقش برجسته در گیومری کلیسای هاکوب مقدس، ارمنستان
- ۲۰۰۴ در حال نمایش در “نگارخانه گئورگیان”, ایروان، ارمنستان
- ۲۰۰۵ Galerie Bel Air, ژنو، سوئیس
- ۲۰۰۶ نمایشگاه هنرهای معاصر، نگارخانه گئورگیان، ایروان، ارمنستان[۱]

## نمایشگاه‌های انفرادی
- ۱۹۸۹ "Sculpture 81", گیمنازیوم لازاریان[ب], مسکو، روسیه
- ۱۹۹۹ اتحادیه هنرمندان، ایروان، ارمنستان
- ۲۰۰۴ نگارخانه “Albert and Tove Boyajyan”, ایروان، ارمنستان

## مجسمه‌ها
- ۱۹۸۲ "مجسمه یادبود پاپ" در اچمیادزین
- ۱۹۸۲ "Hazaran Blbul" در آرزنی
- ۱۹۸۵ سمپوزیوم "Zitan" در ایجوان
- ۱۹۸۶ سمپوزیوم "Hazaran Blbul" در ایجوان
- ۱۹۸۷ Zangezur Gateways
- ۱۹۸۸ "Ktrich's Monument" در سیسیان
- ۱۹۹۰ سمپوزیوم "Fairytale" در ایجوان
- ۱۹۹۹ 12 bas-relief در کلیسای سارگیس مقدس، ایروان
- ۲۰۰۱ "مجسمه تادئوس قدیس" در کلیسای جامع سنت گریگور روشنگر، ایروان

همچنین آثاری در در نگارخانه ترتیاکوف مسکو، نگارخانه دولتی شهر ایوانوف-روسیه، نگارخانه دولتی شهر تیومن-روسیه، خانه‌موزه یقیشه چارنتس در ایروان و چارنتساوان، موزه هنر چوبی در ایروان، موزه برگوری در لاچین و تعدادی از مکان‌های دیگر دارد.
آثار وی در مجموعه‌های خصوصی در کشورهای مختلف جهان موجود است از جمله: بلژیگ، لهستان، مجارستان، جمهور چک، ایالات متحده آمریکا، سودان، ایتالیا، دانمارک، چین، آلمان، امارات متحده عربی، روسیه، فرانسه، ارمنستان و شماری از کشورها.

## سایر آثار
- ۲۰۰۸ جایزه تکیان برای مجسمه یقیشه چارنتس.[۲]
- ۲۰۱۰ جایزه پوغوسیان[ث] برای مجسمه نرسس پنجم در آشتاراک، ارمنستان.[۳]

## یادداشت
1. ↑  “Vahagn” award
2. ↑  Lazaryan gymnasium
3. ↑  Museum of Wood Art
4. ↑  Bergori museum
5. ↑  Republic of Armenia President Award